# Juan Manuel Alejándrez
Juan Manuel Alejándrez Rodríguez (17 de maig de 1944 - 6 de gener de 2007) fou un futbolista mexicà.

## Selecció de Mèxic
Va formar part de l'equip mexicà a la Copa del Món de 1970.